# Eosembia nepalica
Eosembia nepalica is een insectensoort uit de familie Oligotomidae, die tot de orde webspinners (Embioptera) behoort. De soort komt voor in Nepal.
Eosembia nepalica is voor het eerst wetenschappelijk beschreven door Ross in 2007.